# Marc Jaeger
Marc Jaeger (1954) is een Luxemburgse jurist en rechter bij het Gerecht van de Europese Unie sinds 1996. Van 17 september 2007 tot 26 september 2019 was hij ook president van dit instituut. Hij werd als president opgevolgd door de Nederlander Marc van der Woude.
Hij studeerde rechten aan de Universiteit van Straatsburg en het Europacollege in 1979 en 1980.